# Étienne Martel de Bacqueville
Étienne Martel de Bacqueville, originaire du Pays de Caux et mort le 25 mai 1560, est un prélat français du XVIe siècle.

## Biographie
Étienne Martel de Bacqueville comme son prédécesseur est abbé de Saint-Mélaine de Abbaye Saint-Jouin de Marnes et évêque de Coutances de 1552 à  1560. Il prête serment au roi dans la Chambre des Comptes de Nantes en 1552 mais ne fait son entrée à Coutances qu'en 1558.Effrayé par les progrès des calvinistes dans son diocèse il en laisse l'administration à son suffragant Pierre Pinchon et se réfugie d'abord à l'abbaye Saint Melaine puis à Saint-Jouin-de-Marnes ou il meurt le 26 mai 1560

## Sources
- Histoire des évêques de Coutances, 1839.
- (en) Catholic-hierarchy.org  Étienne Martel de Bacqueville